# فالتيري بوتاس
فالتيري بوتاس (مواليد 28 أغسطس 1989 في فنلندا)، هو سائق فورملا 1 فنلندي ضمن فريق كيك ساوبر يقطن حاليا في موناكو. كان أول سباق له هو جائزة أستراليا الكبرى 2013.

## سباقات شارك فيها
- بطولة فورمولا 3 البريطانية

## روابط خارجية
- فالتيري بوتاس على موقع IMDb (الإنجليزية)
- فالتيري بوتاس على موقع قاعدة بيانات الفيلم (الإنجليزية)
- فالتيري بوتاس على موقع Racing-Reference.info (الإنجليزية)
- فالتيري بوتاس على موقع DriverDB.com (الإنجليزية)
- فالتيري بوتاس على موقع eWRC-results.com (الإنجليزية)
- فالتيري بوتاس على موقع AS.com (الإسبانية)